# دانشگاه علوم پزشکی شهید بهشتی
دانشگاه علوم پزشکی و خدمات بهداشتی درمانی شهید بهشتی با نام مستعار دانشگاه علوم پزشکی ملی ایران یکی از دانشگاه‌های دولتی ایران و تحت پوشش وزارت بهداشت در استان تهران است.

## تاریخچه
هستهٔ اولیهٔ این دانشگاه با نام دانشکدهٔ پزشکی دانشگاه ملی ایران به عنوان نخستین دانشکدهٔ پزشکی خصوصی در سال ۱۳۳۸ و با پذیرش دانشجو در رشتهٔ پزشکی ایجاد شد. مهترین تحول در تاریخ دانشگاه در سال ۱۳۵۳ رقم خورد، هنگامی که دولت وقت به پشتوانهٔ درآمدهای نفتی اقدام به پرداخت شهریهٔ مؤسسات آموزشی ملی (خصوصی) و رایگان کردن آن‌ها نمود. این امر سبب شد تا بافت دانشجویی دانشگاه از انحصار طبقهٔ مرفه و بالای جامعه خارج شده و دانشجویان از طبقات مختلف و شرایط گوناگون از طریق کنکور سراسری وارد این دانشگاه شوند و بدین ترتیب دانشگاه عملاً به صورت یک دانشگاه عمومی مانند سایر دانشگاه‌ها درآمد.
پس از انقلاب در سال ۱۳۵۸ به موجب قانونی که در شورای انقلاب تصویب شد دانشگاه ملی، دانشگاهی دولتی اعلام شد (پیش از پیروزی انقلاب اسلامی دانشگاه غیردولتی و خصوصی محسوب می‌شد) و در خرداد ماه سال ۱۳۶۲ ستاد انقلاب فرهنگی وقت با تغییر نام دانشگاه از «ملی ایران» به «شهید بهشتی» موافقت کرد. در سال ۱۳۶۴ براساس مصوبهٔ دولت جمهوری اسلامی مبنی بر بنیانگذاری وزارت بهداشت درمان و آموزش پزشکی، مراکز درمانی و دانشکده‌های پزشکی و پیراپزشکی از دانشگاه منفک و پس از ادغام با برخی از مراکز آموزشی دیگر و با نام دانشگاه علوم پزشکی فعالیت خود را آغاز کردند.
در پی تصویب قانون تشکیل وزارت بهداشت، درمان و آموزش پزشکی و ابلاغ حکم وزیر محترم بهداشت درمان و آموزش پزشکی، دانشگاه علوم پزشکی و خدمات بهداشتی درمانی شهید بهشتی از شهریورماه سال ۱۳۶۵ با ادغام برخی از واحدهای آموزشی و درمانی وابسته به وزارت بهداری و دانشگاه ملی پیشین به شرح زیر آغاز به فعالیت نمود.
واحدهای آموزشی و درمانی و بیمارستان‌های وابسته به دانشگاه ملی پیشین عبارتند بودند از دانشکدهٔ پزشکی، دانشکدهٔ دندانپزشکی، واحدهای آموزشی پرستاری و مامایی، بیمارستان‌های آیت‌الله طالقانی، امام حسین، شهید مدرس و لقمان حکیم و واحدهای وابسته به وزارت بهداری پیشین آموزشگاه عالی علوم تغذیه و صنایع غذایی، بیمارستان‌های شهدای تجریش، مفید، لبافی‌نژاد، اختر و مهدیه بودند.
با ادغام سازمان منطقه‌ای بهداشت و درمان استان تهران با دانشگاه‌های علوم پزشکی و خدمات بهداشتی درمانی سه‌گانهٔ تهران، واحدهایی که به این دانشگاه انتقال یافتند عبارت است از: مراکز بهداشت شمال تهران، شمیرانات و شرق تهران، شبکه‌های بهداشت و درمان ورامین، دماوند و فیروزکوه، بیمارستان‌های طرفه، اشرفی اصفهانی، ۱۷ شهریور، ۱۵ خرداد، امام خمینی فیروزکوه، شهید مفتح ورامین، سوم شعبان دماوند و همچنین درمانگاه دندانپزشکی شهید قاضی طباطبایی.

## جایگاه
دانشگاه علوم پزشکی و خدمات بهداشتی درمانی شهید بهشتی جزو دانشگاه‌های علوم پزشکی برتر کشور محسوب شده و رقابت قابل توجهی برای ورود به رشته‌های مختلف آن در کنکور سراسری وجود دارد. افزون‌بر فعالیت‌های آموزشی و تحقیقاتی علوم پزشکی، این دانشگاه مسئولیت نظارت بر خدمات بهداشتی و درمانی بیش از ده میلیون نفر از جمعیت استان تهران از جمله مناطق شمال و شرق تهران و شهرستان های دماوند، فیروزکوه، ورامین، پاکدشت، پیشوا و قرچک را بر عهده دارد. 
دانشکدهٔ پزشکی دانشگاه علوم پزشکی شهید بهشتی، دومین رتبه (پس از دانشکدهٔ پزشکی دانشگاه علوم پزشکی تهران) را در میان دانشکده‌های پزشکی سراسر کشور به دست آورده‌است.
دانشکدهٔ دندانپزشکی دانشگاه علوم پزشکی شهید بهشتی، بر اساس گزارش شورای آموزش دندانپزشکی و تخصصی و با توجه به شاخص‌های موجود، رتبهٔ نخست را در میان دانشکده‌های دندانپزشکی سراسر کشور بدست آورده‌است. این دانشکده افزون‌بر ارائهٔ دورهٔ دندانپزشکی عمومی، ۱۴ دورهٔ تخصصی دندانپزشکی را ارائه می‌کند.

همچنین این دانشگاه بنابر رتبه‌بندی شانگهای ۲۰۱۹ حائز رتبه‌جهانی ۸۰۰-۷۰۱ و رتبهٔ کشوری ۷ میان کل دانشگاه‌ها و رتبهٔ ۲ میان دانشگاه‌های علوم پزشکی پس از علوم پزشکی تهران می‌باشد.  بایگانی‌شده  در ۱۵ اوت ۲۰۱۹ توسط Wayback Machine

همچنین علیرضا زالی، رئیس فعلی این دانشگاه از ابتدای شیوع گسترده ویروس کرونا در ایران، به عنوان رئیس ستاد فرماندهی مدیریت این بیماری در کلانشهر تهران انتخاب و به نوعی خود این دانشگاه نیز به مقر اصلی این ستاد تبدیل شده است.

## دانشکده‌ها

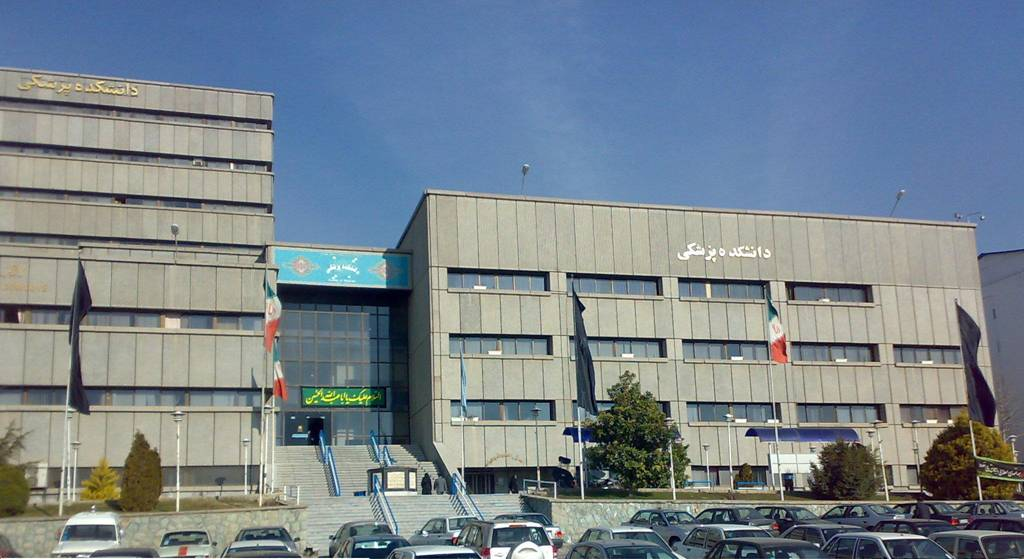
ساختمان دانشکدهٔ پزشکی

دانشگاه علوم پزشکی و خدمات بهداشتی درمانی شهید بهشتی ۱۳ دانشکده‌ دارد.
- دانشکدهٔ پزشکی
- دانشکدهٔ دندانپزشکی
- دانشکدهٔ داروسازی
- دانشکدهٔ پرستاری و مامایی
- دانشکدهٔ پیراپزشکی
- دانشکدهٔ توانبخشی
- دانشکدهٔ علوم تغذیه و صنایع غذایی
- دانشکدهٔ بهداشت و ایمنی
- دانشکده طب سنتی
- دانشکدهٔ فناوری‌های نوین پزشکی
- دانشکدهٔ آموزش علوم پزشکی
- مجتمع آموزش عالی سلامت ورامین

## بیمارستان ها و مراکز آموزشی و درمانی
بیمارستان های دانشگاهی تحت پوشش دانشگاه علوم پزشکی و خدمات بهداشتی درمانی شهید بهشتی عبارت است از 
- مرکز پزشکی، آموزشی و درمانی آیت‌الله طالقانی (بیمارستان طالقانی)
- مرکز پزشکی، آموزشی و درمانی کودکان مفید (بیمارستان کودکان مفید)
- مرکز پزشکی، آموزشی و درمانی لقمان حکیم (بیمارستان لقمان)
- مرکز پزشکی، آموزشی و درمانی شهدای تجریش(بیمارستان شهدای تجریش)
- مرکز پزشکی، آموزشی و درمانی مسیح دانشوری (بیمارستان مسیح دانشوری)
- مرکز پزشکی، آموزشی و درمانی امام حسین (بیمارستان امام حسین)
- مرکز پزشکی، آموزشی و درمانی اختر (بیمارستان اختر)
- مرکز پزشکی، آموزشی و درمانی شهید مدرس (بیمارستان مدرس)
- مرکز پزشکی، آموزشی و درمانی مهدیه (بیمارستان مهدیه)

- مركز پزشكی ،درمانی شهدای گمنام(بيمارستان شهدای گمنام)
- مرکز پزشکی، آموزشی و درمانی 15 خرداد تهران
- بیمارستان شهید دکتر لبافی نژاد
- بیمارستان طرفه
- بیمارستان امام خمینی ( ره ) فیروزکوه
- بیمارستان زعیم پاکدشت
- بیمارستان سوم شعبان دماوند
- بیمارستان شهید ستاری قرچک
- بیمارستان شهدای پاکدشت
- بیمارستان شهدای پانزده خرداد ورامین
- بیمارستان شهید دکتر محمد مفتح ورامین
- بیمارستان شهید اشرفی اصفهانی تهران
- بیمارستان حضرت فاطمه الزهرا (س) دماوند[۶]

## مقاطع تحصیلی
این دانشگاه در مقاطع کاردانی، کارشناسی، کارشناسی ارشد، دکترا، دکترای حرفه‌ای، تخصصی و و فوق تخصصی در دوره‌های روزانه و پردیس خودگردان دانشجو می‌پذیرد و در حال حاضر بیش از سیزده هزار دانشجو دارد.

## پروژه های بزرگ
- یکی از پروژه های بزرگ این دانشگاه شروع توالی یابی ژنتیکی ایرانیان با عنوان ژنوم مرجع ایرانیان یا ژمیران (سابقاً به اسم ژنیران شناخته می شد) می باشد. این پروژه با همکاری قند و لیپید تهران زیر نظر دانشگاه علوم پزشکی شهید بهشتی در سال  1391 شروع شد.

## مجلات علمی
- مجله دانشکده دندانپزشکی
- مجله آموزش پزشکی
- مجله دوماهنامه پژوهنده

## پیوندها و منابع
سایت رسمی دانشگاه
سایت انجمن اسلامی دانشجویان دانشگاه علوم پزشکی شهید بهشتی